# Aconitum ludlowii
Aconitum ludlowii är en ranunkelväxtart som beskrevs av Arthur Wallis Exell. Aconitum ludlowii ingår i släktet stormhattar, och familjen ranunkelväxter. Inga underarter finns listade i Catalogue of Life.